# Hermelinkanin

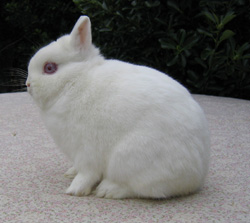
Hermelinkanin

Hermelinkaninen (nederländsk dvärg) är en liten kaninras som härstammar från den engelska kaninrasen dvärghare och vidareutvecklades i Nederländerna och Tyskland runt förra sekelskiftet. Den är en av världens minsta kaninraser och en av Sveriges vanligaste tamkaninraser. 

## Beskrivning
Hermelinkanin är 19–24 cm lång, och vikten är cirka 0,8–1,3 (högst 1,4 som vuxen) kg. Den blir 6–10 år gammal, och könsmogen blir den vid cirka 3–4 månaders ålder.
Hermelinen ska ha upprättstående, korta öron (cirka 5–6 cm) och de ska sitta tätt ihop. Kroppen ska vara kort, och huvudet ska sitta tätt inpå kroppen utan synlig hals. Nosen ska vara trubbig med bred panna.
Hermelinen finns i olika hårlag. Hos de normalhåriga ska pälslängden vara 2,0–2,5 cm. Det finns även rex, fuchs, angora och satin. Fuchs har en längre päls (5–6 cm), men inte så lång som hos angorakaninen. Rex har en väldigt tät päls som nästan ser ut som plysch. Håren står rakt upp, och pälslängden är 1,5–2 cm. Satin ger pälsen en extra glans. Hermelinen finns i olika färger och färgteckningar. De ursprungliga varianterna var vit rödögd och blåögd. Idag finns den i ett flertal färger, till exempel black and tan, chinchilla, siames, schecktecknad, japantecknad.
Renrasig hermelinkanin köper du enklast via en uppfödare eller på någon kaninutställning. I djuraffärer kallas ofta dvärgkaninkorsningar för "hermelin-kanin", vilket naturligtvis är felaktigt. En äkta unge av hermelinkanin har pyttesmå öron och huvudet är "knubbigt" runt och stort i förhållande till kroppen.

## Historia
De första dvärgkaninerna (ursprunget till våra hermeliner) framavlades i England i mitten av 1800-talet. Denna första dvärgkaninras kallades Polish och var en liten vit kanin med röda ögon. Utseendet skiljde sig ifrån dagens hermelinkaniner. De var större och hade längre öron. Vikten var cirka 1600–1800 gram. Rasen Polish finns fortfarande kvar, och i England finns den nu i över 20 olika färger. Rasen exporterades även till USA, och så småningom (1987) importerades den till Danmark där den fick namnet dvärghare (dverghare). Det namnet används även i Sverige.
De svenska hermelinkaninerna härstammar från några Polish som importerades till Tyskland i slutet av 1800-talet. Det var i Tyskland (cirka 1895) och Holland som man sedan vidareutvecklade rasen och gav upphov till hermelinen. Det sägs att rasen fick sitt namn av att dess vackra skinn kunde användas som hermelinimitation, och att det betalades det bra för av utländska uppköpare. Hermelinkaninen kom till Norden 1921 och är nu en av Sveriges populäraste kaninraser.